# Erigone dumitrescuae
Erigone dumitrescuae är en spindelart som beskrevs av C.Constantin Georgescu 1969. Erigone dumitrescuae ingår i släktet Erigone och familjen täckvävarspindlar.
Artens utbredningsområde är Rumänien. Inga underarter finns listade i Catalogue of Life.